# Oxira radica
Oxira radica är en fjärilsart som beskrevs av Eugen Johann Christoph Esper 1790. Oxira radica ingår i släktet Oxira och familjen nattflyn. Inga underarter finns listade i Catalogue of Life.